# Ljubomir Davidović
Profesor Ljubomir Davidović, cyrilicí Љубомир Давидовић (24. prosinec 1863 – 19. únor 1940) byl srbský politik spojený především s Demokratickou stranou.

## Život
Narodil se ve Vlašku Polje. Absolvoval bělehradské gymnázium a poté přírodovědu na tamější vysoké škole. V roce 1885 se zúčastnil jako dobrovolník srbsko-bulharské války, z níž si odnesl stříbrnou medaili za statečnost. Nesouhlas s politikou Obrenovićů ho přivedl k radikálům, které odpustil vlivem jejich vzrůstajícího konzervatismu počátkem dvacátého století. Členem parlamentu se stal v roce 1901. Angažoval se také v hnutí četniků, které chápal jako osvoboditele srbského národa od Dunaje po Vardar. V období před první světovou válkou vykonával funkce ministra školství (1904), předsedy parlamentu (1905) a starosty Bělehradu (1910 - 1914). Po ustavení vlády všenárodní jednoty v prosinci 1914 požadovala právě Davidovićova Nezávislá radikální strana vypracování koncepce národního osvobození všech Jihoslovanů. Davidovićova strana opustila na protest Pašićovu vládu v reakci na soluňský proces. Davidović ve dnech 6. - 9. listopadu 1918 zastupoval na konferenci v Ženevě, kde měla být nalezena shoda v otázce spojení Srbska a jihoslovanských oblastí bývalé rakousko-uherské monarchie, srbskou opozici. V únoru 1919 vzniká Demokratická strana, jejímž předsedou je Davidović až do své smrti v roce 1940. Davidovićova demokraticko-socialistická vláda vystřídala za vnitropolitické krize v srpnu 1919 vládu Stojana Protiće. Situace ale nepřála ani této vládě, a tak byla v únoru 1920 vystřídána opět vládou radikála Stojana Protiće. Po návratu chorvatských poslanců do parlamentu ztratila vláda Nikoly Pašiće většinu, kterou naopak mělo spojení Demokratické strany, Slovinské lidové strany a Jugoslávské muslimské organizace. Novou vládu, která požadovala dodržování zvyklostí demokracie a parlamentarismu, sestavil právě Ljubomir Davidović. Vláda však neměla přízeň krále Alexandra, na jehož pokyn podal v říjnu 1924 demisi ministr války Stefan Hadžić, který tak vyvolal pád celé vlády. V roce 1931 se Davidović postavil do čela sjednocené opozice proti premiéru Petaru Živkovićovi. Davidović a jeho Demokratická strana se také na přelomu let 1937 a 1938 zapojili do Bloku národní shody – reprezentovaného Vladimirem Mačkem – proti premiéru Stojadinovićovi. Ljuba Davidović zemřel dvacet let po pádu své první vlády – 19. února 1940 v Bělehradě.